# 薩納加斯塔鎮

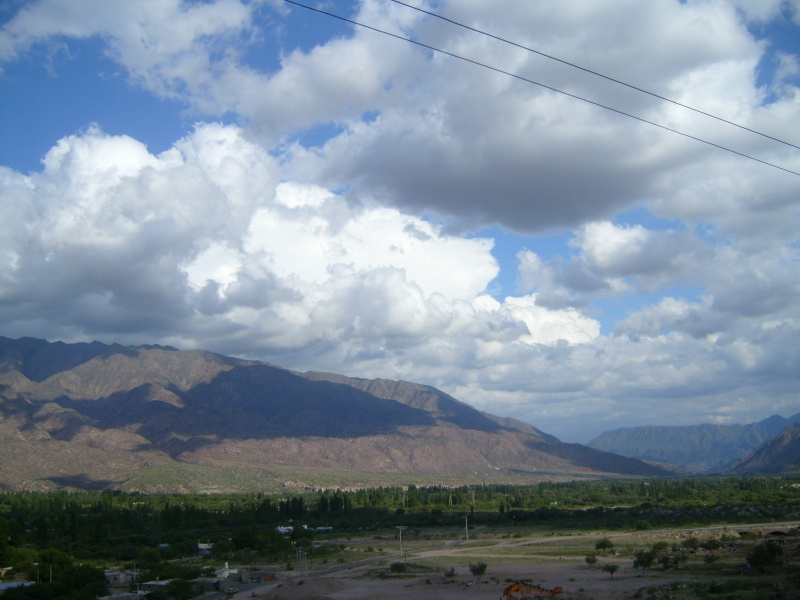
薩納加斯塔鎮

薩納加斯塔鎮（西班牙語：Villa Sanagasta），是阿根廷的城鎮，位於該國西北部拉里奧哈省，是薩納加斯塔縣的首府，該地區的地震活動頻繁和低強度，海拔高度1,005米，2010年人口2,275。
29°16′S 67°01′W / 29.267°S 67.017°W